# Sensor fotoeléctrico
Un sensor fotoeléctrico o fotocélula es un dispositivo electrónico que responde al cambio en la intensidad de la luz. Estos sensores requieren de un componente emisor que genera la luz, y un componente receptor que percibe la luz generada por el emisor.
Todos los diferentes modos de sensado se basan en este principio de funcionamiento. Están diseñados especialmente para la detección, clasificación y posicionado de objetos; la detección de formas, colores y diferencias de superficie, incluso bajo condiciones ambientales extremas.
Los sensores de luz se usan para detectar el nivel de luz y producir una señal de salida representativa respecto a la cantidad de luz detectada. Un sensor de luz incluye un transductor fotoeléctrico para convertir la luz a una señal eléctrica y puede incluir electrónica para condicionamiento de la señal, compensación y formateo de la señal de salida. 
El sensor de luz más común es el LDR -Light Dependant Resistor o Resistor dependiente de la luz-.Un LDR es un resistor que cambia su resistencia cuando cambia la intensidad de la luz.
Existen tres tipos de sensores fotoeléctricos, los sensores por barrera de luz, reflexión sobre espejo o reflexión sobre objetos.

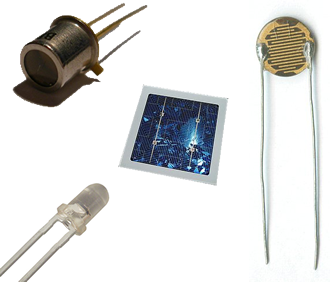
Sensores de luz más característicos.

## Conceptos teóricos
Atendiendo a su longitud de onda, la radiación electromagnética recibe diferentes nombres. Desde los energéticos rayos gamma (con una longitud de onda del orden de picometros) hasta las ondas de radio (longitudes de onda del orden de varios kilómetros) pasando por la luz visible cuya longitud de onda está en el rango de las décimas de micra. El rango completo de longitudes de onda forma el espectro electromagnético, del cual la luz visible no es más que un minúsculo intervalo que va desde la longitud de onda correspondiente al violeta (380 nm) hasta la longitud de onda del rojo (780 nm).

## Espectro de luz
Los colores del espectro se ordenan como en el arco iris, formando el llamado espectro visible. 
Si hablamos de luz en sentido estricto nos referimos a radiaciones electromagnéticas cuya longitud de onda es capaz de captar el ojo humano, pero técnicamente, el ultravioleta, las ondas de radio o las microondas también son luz, pues la única diferencia con la luz visible es que su longitud de onda queda fuera del rango que podemos detectar con nuestros ojos; simplemente son "colores" que nos resultan invisibles, pero podemos detectarlos mediante instrumentos específicos.